# Władimir Sierow
Władimir Aleksandrowicz Sierow (ros. Влади́мир Алекса́ндрович Серо́в, ur. 8 lipca?/21 lipca 1910 we wsi Emmaus w guberni twerskiej, zm. 19 stycznia 1968 w Moskwie) – radziecki malarz, prezydent Akademii Sztuk Pięknych ZSRR (1962–1968).

## Życiorys
Od 1927 do 1931 studiował w Leningradzkiej Akademii Sztuk Pięknych, następnie był jej aspirantem, w latach 1933–1942 wykładowcą. W latach 1941–1948 wykładał w Leningradzkim Oddziale Związku Malarzy Radzieckich/Leningradzkim Związku Malarzy Radzieckich. Od 1942 w WKP(b), od 1954 członek rzeczywisty Akademii Sztuk Pięknych ZSRR, 1957–1960 przewodniczący Komitetu Organizacyjnego Związku Malarzy RFSRR, jednocześnie wiceprezydent Akademii Sztuk Pięknych ZSRR. Od 1960 do 19 stycznia 1968 I sekretarz Zarządu Związku Malarzy RFSRR, od 31 października 1961 do końca życia członek Centralnej Komisji Rewizyjnej KPZR, jednocześnie od 1962 do śmierci prezydent Akademii Sztuk Pięknych ZSRR. Autor wielu prac poświęconych Leninowi, m.in. socrealistycznych obrazów „Lenin ogłasza władzę radziecką” (1947) i „Piechurzy u Lenina” (1948), a także wielu politycznych plakatów propagandowych ZSRR. Pochowany na Cmentarzu Nowodziewiczym.

## Odznaczenia i nagrody
- Order Lenina (dwukrotnie)
- Nagroda Stalinowska (dwukrotnie – 1948 i 1951)
- Ludowy Malarz ZSRR (1958)
- Order Czerwonego Sztandaru Pracy